# Maison Cicéri
Pour les articles homonymes, voir Cicéri.
La maison Cicéri est un édifice du XIXe siècle situé à Saint-Chéron, en France.

## Localisation
Le monument est situé dans le département français de l'Essonne, au n°5 rue Lamoignon.

## Historique
L'édifice est daté de 1803 à 1810. Pierre-Luc-Charles Ciceri possède l'édifice de 1827 à 1835.
La maison est inscrite au titre des Monuments historiques depuis le 15 février 1989 pour les pièces possédant un décor, et depuis le 12 juillet 2002 pour le parc et les façades ainsi que les toitures.

## Architecture
La villa s'inspire pour son plan de la Renaissance italienne.
L'édifice possède un décor de peinture à l'huile de Style Empire. 